# Polygala fallax
Polygala fallax är en jungfrulinsväxtart som beskrevs av August von Hayek och A. Zahlbr.. Polygala fallax ingår i släktet jungfrulinssläktet, och familjen jungfrulinsväxter. Inga underarter finns listade i Catalogue of Life.